# ويليام إيفرسون
ويليام إيفرسون (بالإنجليزية: William Everson)‏ هو ناقد أدبي وصحفي وشاعر أمريكي، ولد في 1912 في ساكرامنتو في الولايات المتحدة، وتوفي في 3 يونيو 1994 في سانتا كروز في الولايات المتحدة بسبب مرض باركنسون.

## وصلات خارجية
- ويليام إيفرسون على موقع الموسوعة البريطانية (الإنجليزية)